# Godfried Aduobe
Godfried Aduobe est un footballeur ghanéen, né le 29 octobre 1975 à Accra au Ghana. Il évolue comme milieu défensif.

## Palmarès
- SSV Reutlingen 05
  - Champion de Regionalliga Süd en 2000.
- Karlsruhe SC
  - Champion de 2.Bundesliga en 2007.